# Конна, Фрэнк
Фрэнк Артур Конна (англ. Frank Arthur Connah; 1884, Уоррингтон, Чешир — 20 декабря 1954, Сент-Асаф, Денбишир) — валлийский хоккеист на траве, полузащитник. Бронзовый призёр летних Олимпийских игр 1908 года.

## Биография
Фрэнк Конна родился в 1884 году в британском городе Уоррингтон.
Играл в хоккей на траве за «Колвин-Бэй».
В 1908 году вошёл в состав сборной Уэльса по хоккею на траве на летних Олимпийских играх в Лондоне и завоевал бронзовую медаль, которая пошла в зачёт Великобритании. Играл на позиции полузащитника, провёл 1 матч, мячей не забивал.
Умер 20 декабря 1954 года в британском городе Сент-Асаф.